# 杜科諾火山
杜科諾火山是印度尼西亞的火山，位於哈馬黑拉島的最北端，山頂有數個火山口。1550年發生火山爆發指數3級的大型火山爆發，造成傷亡。自1933年開始，杜科諾火山一直持續爆發。